# Sötét rétgomba
A sötét rétgomba (Cyclocybe erebia) a harmatgombafélék családjába tartozó, Európában és Észak-Amerikában honos, erdőkben, parkokban élő, nem ehető gombafaj. 

## Megjelenése
A sötét rétgomba kalapja 2-8 cm széles, alakja fiatalon majdnem gömbölyű, később domborúan, széles domborúan kiterül; közepén kis púp maradhat. Színe nedvesen csokoládébarna, szárazon világos okkerbarnás. Felülete csupasz, gyakran kissé ráncos (különösen  fiatal gomba közepén). Szélén gyakran megmaradnak a burok fehér pelyhei.
Húsa fehér vagy kissé barnás, sérülésre nem változik. Szaga nem jellegzetes, íze kissé kesernyés.  
Sűrű lemezei szélesen tönkhöz nőttek, majdnem lefutók, a féllemezek gyakoriak. Színük fiatalon fehéres, később halványbarnák. A fiatal gomba lemezei részleges fátyol védi. 
Tönkje 4-8 cm magas és 0,3-1 cm vastag. Alakja nagyjából egyenletesen hengeres. Felszíne csupasz vagy finoman deres. Színe fehéres, barnás szálazottsággal, az alja sötétebb. Nagy gallérja sugarasan csíkozott, bordázott lehet.  
Spórapora barna. Spórája ellipszoid vagy mandula alakú, sima, mérete 10–15 x 5–7 µm.

### Hasonló fajok
A tavaszi rétgomba hasonlíthat hozzá.  

## Elterjedése és termőhelye
Európában és Észak-Amerikában honos. Magyarországon nem gyakori.
Lombos erdőkben vagy fenyvesekben él, ritkábban parkokban, kertekben is előfordul. Júniustól novemberig terem. 

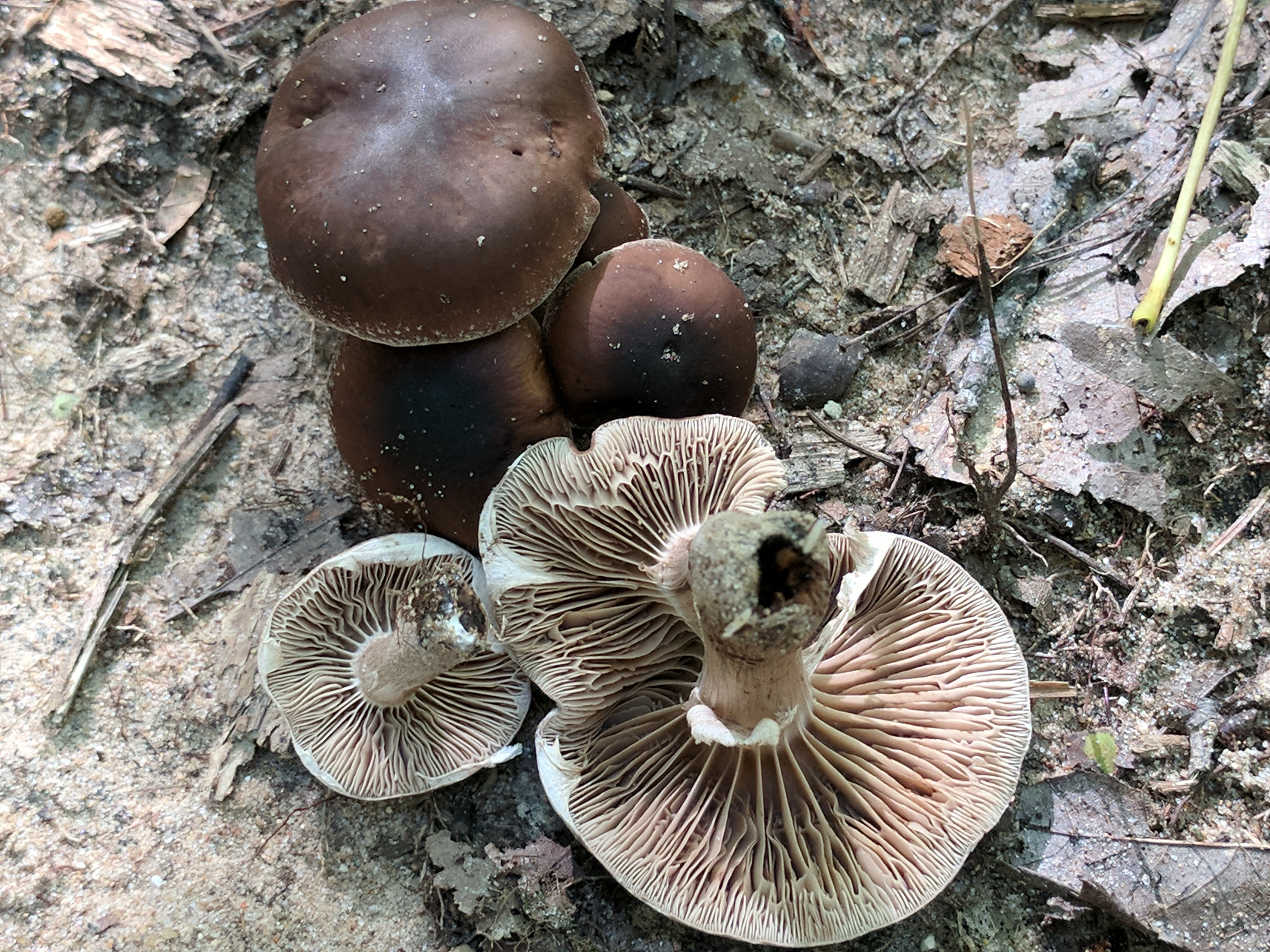
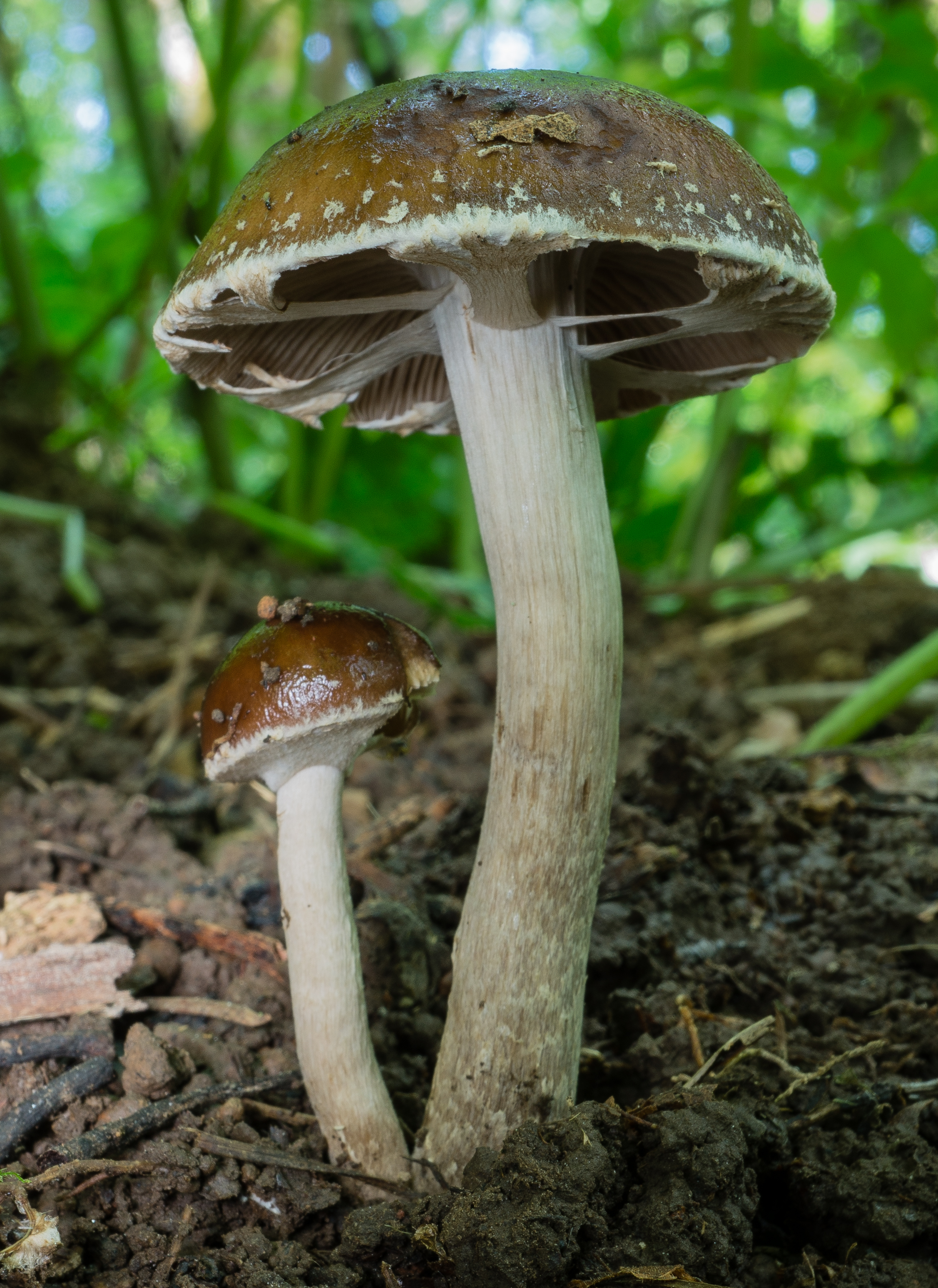
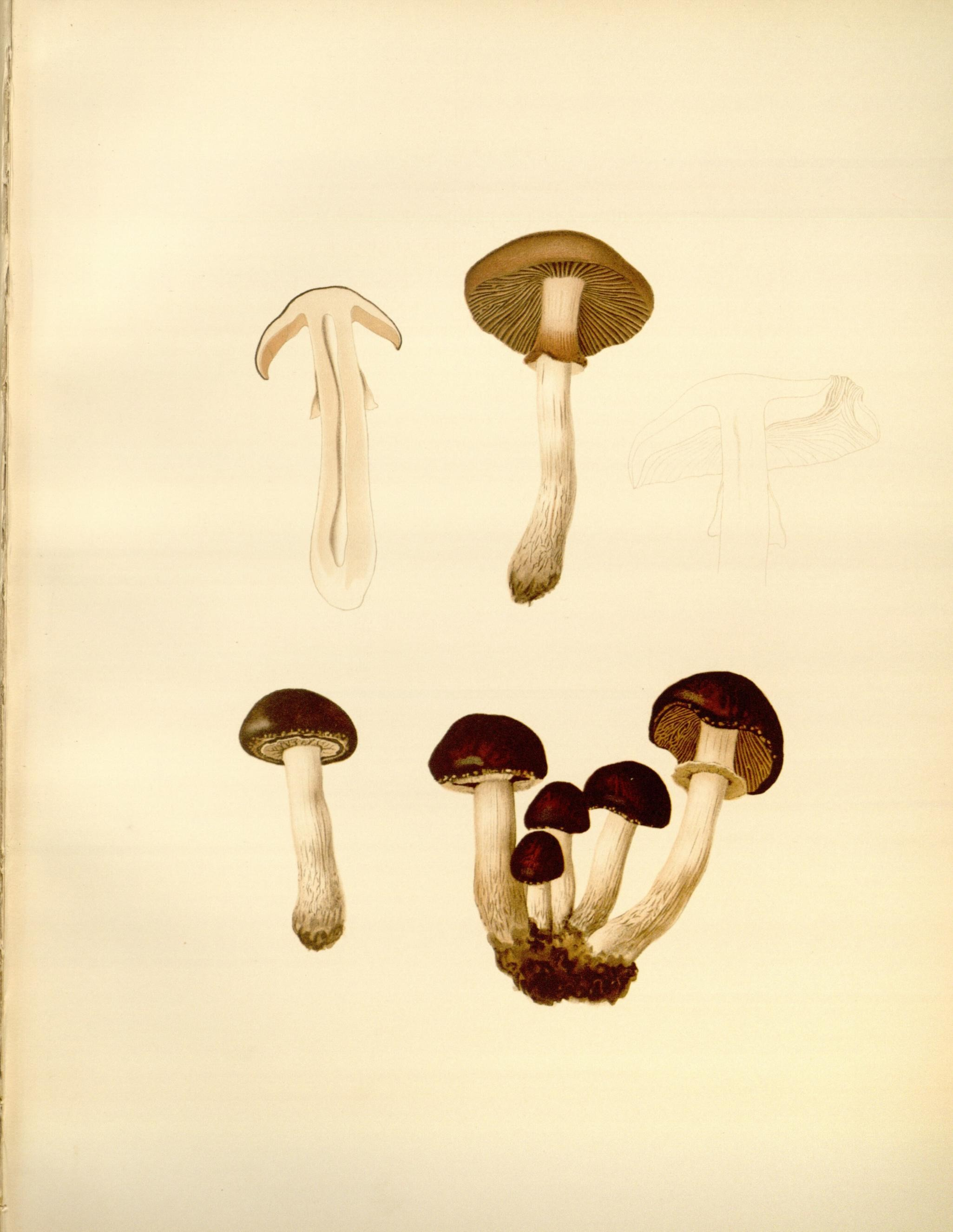
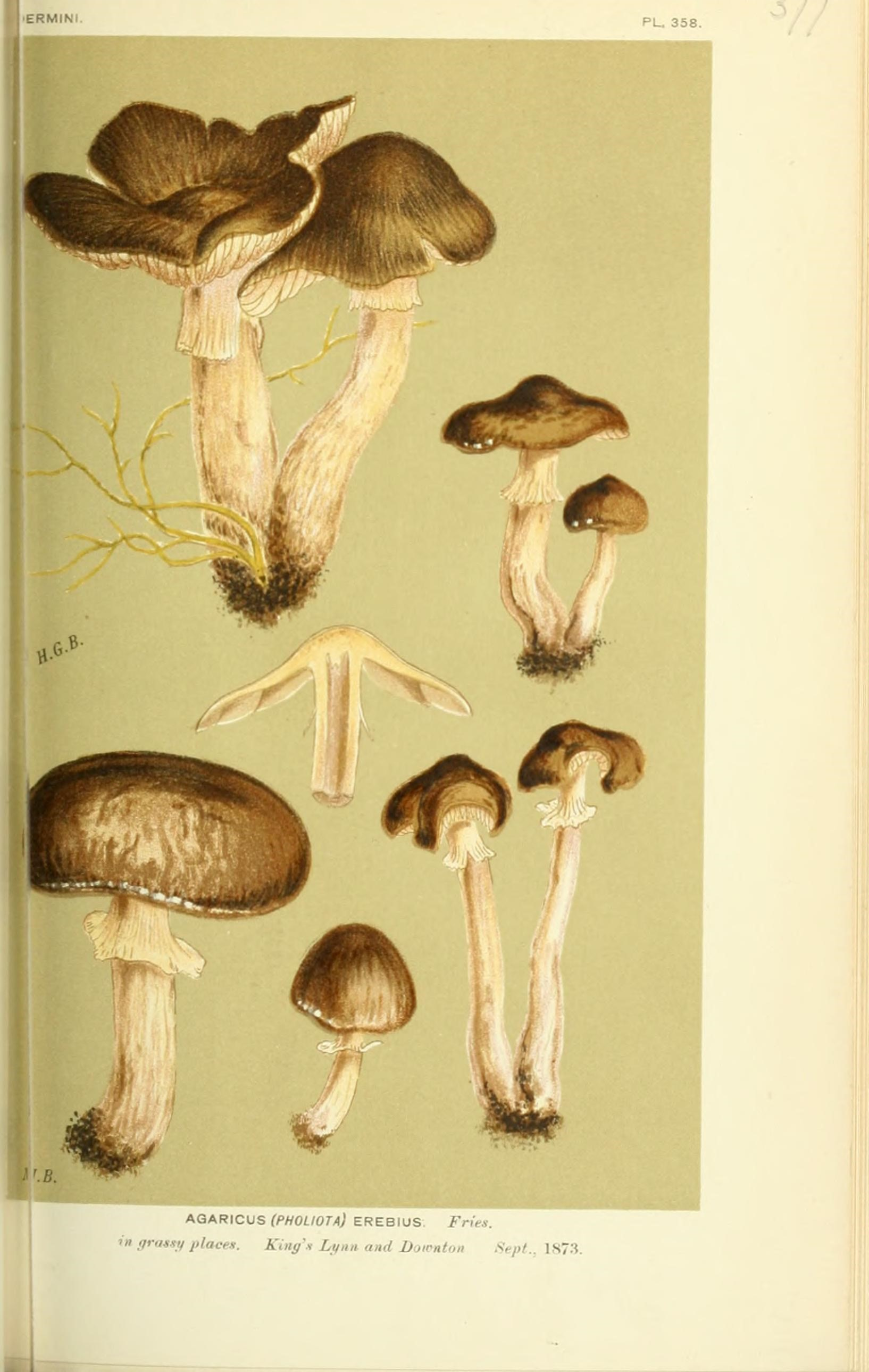

Nem ehető.